# Muna Mahjoub Mohamed Ahmed
Muna Mahjoub là giáo sư chăn nuôi tại Đại học Khartoum, Sudan, bà sinh ngày 10 tháng 3 năm 1956.

## Giáo dục
Bà nhận được một Cử nhân Khoa học Động vật học (Honours) Khoa Khoa học (1978), Thạc sĩ Khoa học động vật sinh lý học, Khoa của thuốc thú y (1983) và tiến sĩ trong Chăn nuôi, Khoa Chăn nuôi (1989) tất cả các từ trường đại học Khartoum, Sudan. bà lấy một bài viết - tiến sĩ tại Nhật Bản (Viện Grassland Quốc) phạm vi đa dạng sinh học và họ dinh dưỡng giá trị cho chăn nuôi ở (1995) và sau tiến sĩ, Scotland, Vương quốc Anh trong nghiên cứu Rowett (Đơn vị Thực phẩm Quốc tế) sử dụng kỹ thuật khác nhau trong việc đánh giá thức ăn cho động vật nhai lại trong (1997).

## Bài viết bổ nhiệm
bà được bổ nhiệm làm trợ lý giáo sư tại Khoa Chăn nuôi tại Đại học Khartoum từ năm 1991 đến 1997. bà giữ chức thư ký của vị trí ban nghiên cứu trong Khoa Chăn nuôi 1992 đến 1997, bà cũng được bổ nhiệm làm Trưởng phòng Chăn nuôi và Sinh sản từ năm 1993 đến năm 1998.
Bà là giám đốc của viện nghiên cứu môi trường từ tháng 3 năm 2003 - tháng 9 năm 2004 và là điều phối viên quốc gia của Dự án chăn nuôi đất khô cho khu vực IGAD từ 2002 đến 2004. Hiện tại bà là Điều phối viên quốc gia về các vấn đề môi trường cho Cơ quan năng lượng nguyên tử quốc tế (IAEA) các dự án từ năm 2006 đến nay.

## Tư cách thành viên
Mahjob là thành viên của các tổ chức và xã hội sau đây:
- Hiệp hội dê quốc tế (IGA).
- Hội đồng nghiên cứu của Phòng thí nghiệm thú y trung ương.
- Hội bảo vệ môi trường - Tổ chức phi chính phủ (NGO).
- Đơn vị nghiên cứu lạc đà (Khoa Thú y, Đại học Khartoum).
- Học viện Khoa học New York.
- Nhóm tư vấn IFAD.
- Xã hội thông tin và tài liệu
- Cơ quan khoa học cho kế hoạch chiến lược quốc gia (Bộ Hội đồng Bộ).
- Ban chỉ đạo Kế hoạch hành động Sudan, một tổ chức phi chính phủ quốc tế [3]